# 白钟麟
白钟麟（？—？），山西太谷人，是一名清朝政治人物。
白钟麟曾于1756年接替马鹏飞任崇明县知县一职，1758年由张世友接任。